# 邢煥
邢煥（？—1132年），字文仲，开封府祥符县（今河南省开封市）人，南宋外戚。
邢焕以父任调孟州汜水县主簿。历任开封府士曹、工曹、仪曹。宋徽宗以其女邢秉懿为康王赵构王妃。靖康元年（1126年），主管亳州明道宫，升右文殿修撰。次年，靖康之变，康王即位为宋高宗，进徽猷阁待制，改任光州观察使，除枢密都承旨，多次上奏称宗泽忠劳可倚，黄潜善、汪伯彦误国。转任保静军承宣使，苗刘兵变，他以病免官。兼提举万寿观，在改任江州太平观，住在忠州。绍兴二年（1132年），去朝见女婿宋高宗，陈说川、陕形势，请分兵以图恢复故土，被高宗所嘉重。擢升为庆远军节度使，提举洞霄宫。他有学问，节俭自持。当年邢煥去世，赠开府仪同三司，谥恭简，加赠少师，追封嘉国公。

## 延伸阅读
[在维基数据编辑]
 《宋史·卷465》，出自脱脱《宋史》